# Blau-Weiss Wittorf Neumünster
Blau-Weiss Wittorf Neumünster, kurz  BW Wittorf, ist ein Sportverein aus Neumünster in Schleswig-Holstein.

## Geschichte
Der Verein wurde 1912 als Männerturnverein MTV Wittorf gegründet. 1913 wurde eine Knaben- und eine Damenabteilung eröffnet, 1914 die Fußballmannschaft beim Norddeutschen Fußballverband angemeldet. Parallel zum MTV Wittorf wurde im Ort 1912 die Freie Turnerschaft Wittorf ins Leben gerufen. Aus dem MTV entstand nach dem Ersten Weltkrieg am 18. März 1919 der Turn- und Sportverein Wittorf. 1921 wurde eine Fußball-Jugendmannschaft aufgestellt. 1922 vereinigte sich der TSV mit dem Fußballverein SV Nordstern Neumünster von 1920. Diese Allianz hielt jedoch nur ein Jahr an. Lokale Konkurrenz hatte der TSV im AFC Vorwärts Wittorf bzw. der Freien Turn- und Sportvereinigung Vorwärts Wittorf. 1924 wurde im Verein der Handballsport begonnen. 1933 wurden die Arbeitersportvereine verboten, was dem TSV Zulauf aus diesen bescherte. Mit Beginn des Zweiten Weltkriegs erloschen die sportlichen Aktivitäten, welche erst 1946, Fußball und Handball voran, im TSV wieder aufgenommen wurden. Bestrebungen, die Bezeichnung Vorwärts in den Vereinsnamen zu integrieren, endeten in der Umbenennung in Blau-Weiss Wittorf Neumünster. 1954 wurde eine Tischtennisabteilung, 1975 eine Badmintonabteilung gegründet, während Turnen 1952 vollständig eingestellt und erst 1961 wiederbelebt wurde. In den 1980er Jahren wurden weitere neue Abteilungen gegründet (Volleyball, Basketball, Gymnastik, Leichtathletik, Tennis). 1987 hatte der Verein über 1100 Mitglieder. 1991 wurde die Volleyballabteilung Gründungsmitglied im VC Neumünster und Handball bildet seit 1992 eine Spielgemeinschaft mit FT Neumünster als SG WIFT Neumünster. 1995 wurden die UHUs und 2004 Baseball in den Verein integriert. 2006 wurde ein Kooperationsvertrag mit dem TSV Gadeland abgeschlossen und 2012 das 100-jährige Jubiläum des Vereins begangen.

## Badminton

### Geschichte
Erfolgreichste Sparte im Verein ist Badminton. Ab 1998 spielte der Verein mit zwei einjährigen Pausen in der 2. Badminton-Bundesliga. In der Saison 2017/18 gelang der Aufstieg in die 1. Badminton-Bundesliga. 2018/19 sicherte sich Wittorf erst in der Relegation den Klassenerhalt. 2019/20 stand man bei Abbruch der Saison auf Grund der Covid-19-Pandemie nach 16 von 18 Spieltagen auf dem dritten Platz. 2020/21 schied man in der übergangsweise eingeführten Gruppenphase aus. 2021/22 belegten die Neumünsteraner den sechsten von elf Plätzen und nahmen erstmals an den Play-offs teil, wo sie dem Vorjahresmeister 1. BC Bischmisheim unterlagen. Auch in den folgenden beiden Spielzeiten schied man an selber Stelle gegen Bischmisheim aus. In der Saison 2024/25 erreichte man den dritten Platz der Hauptrunde. Im Play-off-Viertelfinale gewann man zu Hause mit 4:0 gegen den TV Refrath. Im Halbfinale besiegte man den 1. BC Wipperfeld auswärts mit 4:3 und zog in das Finale ein, das am 3. August 2025 im Rahmen der Multisportveranstaltung Die Finals in Dresden ausgetragen wurde. Dort unterlag man dem Titelverteidiger SV Fun-Ball Dortelweil mit 0:4.

### Spieler
In der Saison 2024/25 kamen zum Einsatz: Bjarne Geiss, Patrick Volkmann, Jonathan Dresp, Hauke Graalmann, Philipp Nebendahl, Franziska Volkmann (alle ), Søren Toft Hansen, Hans-Kristian Vittinghus, Mathias Thyrri, Anna Siess Ryberg, Camilla Martens, Mette Werge (alle ), Brandon Yap () und Andi Fadal Muhammad ().
Bekannte ehemalige Spieler sind u. a. die Ex-Nationalspieler Kristof Hopp, Caren Hückstädt, Annekatrin Lillie, Sebastian Schöttler, Stine Küspert und Jan Colin Völker, der Engländer Gregory Mairs, der polnische Meister im Doppel Rafał Hawel, der polnische Olympiateilnehmer Robert Mateusiak, das russische Paar Witali Durkin und Nina Wislowa sowie der dänische EM-Zweite von 2008 Joachim Persson.

### Erfolge
Aufgeführt sind nur die Erfolge bei Deutschen, Europa- und Weltmeisterschaften.
| Saison    | Veranstaltung                         | Disziplin    | Sieger | |
| --------- | ------------------------------------- | ------------ | ------ | --- |
| 1998/1999 | Deutsche Einzelmeisterschaft U22      | Herrendoppel | 2      | Kristof Hopp (BW Wittorf) / Maurice Niesner (BV Gifhorn)                                                                   |
| 1998/1999 | Deutsche Einzelmeisterschaft U22      | Mixed        | 1      | Kristof Hopp / Jeanette Ottrembka (SV Blau-Weiß Wittorf von 1912 / VfL Berliner Lehrer)                                    |
| 2000/2001 | Deutsche Einzelmeisterschaft U19      | Damendoppel  | 3      | Michaela Kitschke / Ulrike Heiden (BV Wittorf / Greifswalder SV)                                                           |
| 2000/2001 | Deutsche Einzelmeisterschaft O32      | Dameneinzel  | 3      | Caren Geiss (BW Wittorf)                                                                                                   |
| 2000/2001 | Deutsche Einzelmeisterschaft U22      | Damendoppel  | 3      | Michaela Kitschke / Ulrike Heiden (BW Wittorf / Greifswalder SV)                                                           |
| 2001/2002 | Deutsche Einzelmeisterschaft U19      | Herreneinzel | 1      | Joachim Persson (BW Wittorf)                                                                                               |
| 2001/2002 | Deutsche Einzelmeisterschaft U19      | Herreneinzel | 3      | Patrick Neubacher (BW Wittorf)                                                                                             |
| 2001/2002 | Deutsche Einzelmeisterschaft U19      | Mixed        | 3      | Christian Schlüter / Michaela Kitschke (TuS Gildehaus / BW Wittorf)                                                        |
| 2001/2002 | Deutsche Einzelmeisterschaft U17      | Herrendoppel | 1      | Patrick Neubacher / Jan-Sören Schulz (BW Wittorf / VfB Lübeck)                                                             |
| 2001/2002 | Deutsche Einzelmeisterschaft U19      | Damendoppel  | 3      | Michaela Kitschke / Ulrike Heiden (BW Wittorf / Greifswalder SV)                                                           |
| 2001/2002 | Deutsche Einzelmeisterschaft U17      | Mixed        | 1      | Patrick Neubacher / Karin Schnaase (BW Wittorf / SC Union 08 Lüdinghausen)                                                 |
| 2001/2002 | Deutsche Mannschaftsmeisterschaft U19 | Mannschaft   | 2      | BW Wittorf (Lars Brosowski, Michaela Kitschke, Patrick Neubacher, Joachim Persson, Isa Schaupp, Sascha Klopp, Robert Fink) |
| 2001/2002 | Deutsche Einzelmeisterschaft U17      | Herreneinzel | 1      | Patrick Neubacher (BW Wittorf)                                                                                             |
| 2002/2003 | Deutsche Einzelmeisterschaft U19      | Damendoppel  | 3      | Linn Engelmann (Blau-Weiss Wittorf) / Laura Ufermann (SC Union 08 Lüdinghausen)                                            |
| 2002/2003 | Deutsche Einzelmeisterschaft U19      | Mixed        | 5      | Matthias Redlich (Greifswalder SV 98) / Linn Engelmann (Blau-Weiß Wittorf)                                                 |
| 2003/2004 | Deutsche Einzelmeisterschaft U19      | Herreneinzel | 3      | Patrick Neubacher (BW Wittorf)                                                                                             |
| 2003/2004 | Deutsche Einzelmeisterschaft U19      | Herrendoppel | 3      | Guido Radecker / Patrick Neubacher (BV Gifhorn / BW Wittorf)                                                               |
| 2003/2004 | Deutsche Einzelmeisterschaft U19      | Mixed        | 1      | Patrick Neubacher / Karin Schnaase (BW Wittorf / SC Union 08 Lüdinghausen)                                                 |
| 2004/2005 | Deutsche Einzelmeisterschaft          | Mixed        | 3      | Michael Fuchs / Caren Hückstädt (1. BC Bischmisheim / BW Wittorf)                                                          |
| 2005/2006 | Deutsche Einzelmeisterschaft          | Damendoppel  | 3      | Carina Mette (FC Langenfeld) / Caren Hückstädt (BW Wittorf)                                                                |
| 2005/2006 | Deutsche Einzelmeisterschaft U15      | Damendoppel  | 3      | Corinne Beutler / Kathleen Ebersbach (BC 82 Osnabrück / BW Wittorf)                                                        |
| 2005/2006 | Deutsche Einzelmeisterschaft U17      | Dameneinzel  | 2      | Neele Voigt (Blau-Weiß Wittorf)                                                                                            |
| 2005/2006 | Deutsche Einzelmeisterschaft U15      | Dameneinzel  | 2      | Kathleen Ebersbach (BW Wittorf)                                                                                            |
| 2005/2006 | Deutsche Einzelmeisterschaft U17      | Damendoppel  | 1      | Neele Voigt / Ina Voigt (BW Wittorf / VfB Lübeck)                                                                          |
| 2005/2006 | Deutsche Einzelmeisterschaft U15      | Mixed        | 3      | Nico Coldewe / Kathleen Ebersbach (SC Kisdorf / BW Wittorf)                                                                |
| 2005/2006 | Deutsche Einzelmeisterschaft U22      | Herrendoppel | 1      | Jan Sören Schulz / Patrick Neubacher (TuS Wiebelskirchen / BW Wittorf)                                                     |
| 2005/2006 | Deutsche Einzelmeisterschaft U17      | Mixed        | 2      | Sebastian Rduch / Neele Voigt (VfL 93 Hamburg / BW Wittorf)                                                                |
| 2006/2007 | Deutsche Einzelmeisterschaft U17      | Herrendoppel | 3      | Nikolaj Persson / Nico Coldewe (TSV Trittau / BW Wittorf)                                                                  |
| 2006/2007 | Deutsche Einzelmeisterschaft          | Mixed        | 1      | Tim Dettmann (SG EBT Berlin) / Annekatrin Lillie (BW Wittorf)                                                              |
| 2006/2007 | Deutsche Einzelmeisterschaft U22      | Damendoppel  | 1      | Annekatrin Lillie (BW Wittorf) / Astrid Hoffmann (BV Gifhorn)                                                              |
| 2006/2007 | Deutsche Einzelmeisterschaft U22      | Mixed        | 1      | Patrick Neubacher / Annekatrin Lillie (BW Wittorf)                                                                         |
| 2007/2008 | Deutsche Einzelmeisterschaft          | Damendoppel  | 3      | Annekatrin Lillie (BW Wittorf) / Janet Köhler (SG EBT Berlin)                                                              |
| 2007/2008 | Deutsche Einzelmeisterschaft          | Mixed        | 3      | Tim Dettmann (SG EBT Berlin) / Annekatrin Lillie (BW Wittorf)                                                              |
| 2007/2008 | Deutsche Einzelmeisterschaft          | Herrendoppel | 2      | Ingo Kindervater (1. BC Beuel) / Patrik Neubacher (BW Wittorf)                                                             |
| 2007/2008 | Deutsche Mannschaftsmeisterschaft U19 | Mannschaft   | 2      | BW Wittorf (Finn Glomp, Nico Coldewe, Jendrik Städler, Wei-Ming Hauschild, Neele Voigt, Kathleen Ebersbach)                |
| 2008/2009 | Deutsche Einzelmeisterschaft          | Mixed        | 1      | Michael Fuchs (1. BC Bischmisheim) / Annekatrin Lillie (BW Wittorf)                                                        |
| 2008/2009 | Deutsche Einzelmeisterschaft          | Damendoppel  | 2      | Janet Köhler (SG EBT Berlin) / Annekatrin Lillie (BW Wittorf)                                                              |
| 2008/2009 | Deutsche Einzelmeisterschaft          | Herrendoppel | 3      | Tim Dettmann (SG EBT Berlin) / Patrik Neubacher (BW Wittorf)                                                               |
| 2008/2009 | Deutsche Einzelmeisterschaft U22      | Dameneinzel  | 1      | Neele Voigt (BW Wittorf)                                                                                                   |
| 2009/2010 | Deutsche Einzelmeisterschaft U22      | Damendoppel  | 1      | Neele Voigt / Ina Voigt (BW Wittorf)                                                                                       |
| 2010/2011 | Deutsche Einzelmeisterschaft U22      | Dameneinzel  | 1      | Neele Voigt (BW Wittorf)                                                                                                   |
| 2011/2012 | Deutsche Einzelmeisterschaft U15      | Herrendoppel | 1      | Daniel Seifert (TSV Trittau) / Bjarne Geiss (BW Wittorf)                                                                   |
| 2011/2012 | Deutsche Einzelmeisterschaft U15      | Mixed        | 1      | Yvonne Li (Hamburger SV) / Bjarne Geiss (BW Wittorf)                                                                       |
| 2013/2014 | Deutsche Einzelmeisterschaft U17      | Herrendoppel | 1      | Daniel Seifert (TSV Trittau) / Bjarne Geiss (BW Wittorf)                                                                   |
| 2013/2014 | Deutsche Einzelmeisterschaft U17      | Mixed        | 1      | Yvonne Li (Hamburger SV) / Bjarne Geiss (BW Wittorf)                                                                       |
| 2013/2014 | Europameisterschaft U17               | Herrendoppel | 3      | Daniel Seifert (TSV Trittau) / Bjarne Geiss (BW Wittorf)                                                                   |
| 2014/2015 | Deutsche Einzelmeisterschaft U19      | Mixed        | 2      | Yvonne Li (Hamburger SV) / Bjarne Geiss (BW Wittorf)                                                                       |
| 2014/2015 | Deutsche Einzelmeisterschaft U19      | Herrendoppel | 1      | Daniel Seifert (TSV Trittau) / Bjarne Geiss (BW Wittorf)                                                                   |
| 2016/2017 | Deutsche Einzelmeisterschaft 2017     | Herrendoppel | 3      | Josche Zurwonne (SC Union Lüdinghausen) / Bjarne Geiss (BW Wittorf)                                                        |
| 2017/2018 | Deutsche Einzelmeisterschaft 2018     | Herrendoppel | 3      | Jan Colin Völker (TV Refrath) / Bjarne Geiss (BW Wittorf)                                                                  |
| 2018/2019 | Deutsche Einzelmeisterschaft 2019     | Herrendoppel | 3      | Jan Colin Völker (TV Refrath) / Bjarne Geiss (BW Wittorf)                                                                  |
| 2018/2019 | Deutsche Einzelmeisterschaft 2019     | Damendoppel  | 3      | Annabella Jäger (TSV 1906 Freystadt) / Stine Küspert (BW Wittorf)                                                          |
| 2019/2020 | Deutsche Einzelmeisterschaft 2020     | Herrendoppel | 1      | Jan Colin Völker (TV Refrath) / Bjarne Geiss (BW Wittorf)                                                                  |
| 2020/2021 | Junioreneuropameisterschaft 2020      | Mixed        | 1      | Thuc Phuong Nguyen (Horner TV) / Matthias Kicklitz (BW Wittorf)                                                            |
| 2020/2021 | Junioreneuropameisterschaft 2020      | Herreneinzel | 3      | Matthias Kicklitz (BW Wittorf)                                                                                             |
| 2021/2022 | Deutsche Einzelmeisterschaft 2022     | Herreneinzel | 3      | Matthias Kicklitz (BW Wittorf)                                                                                             |
| 2021/2022 | Deutsche Einzelmeisterschaft 2022     | Herrendoppel | 2      | Bjarne Geiss (BW Wittorf) / Daniel Hess (1. BC Beuel)                                                                      |
| 2021/2022 | Deutsche Einzelmeisterschaft 2022     | Mixed        | 1      | Bjarne Geiss (BW Wittorf) / Emma Moszczynski (TSV Trittau)                                                                 |
| 2021/2022 | Deutsche Einzelmeisterschaft 2022     | Mixed        | 3      | Franziska Volkmann (BW Wittorf) / Patrick Scheiel (1. BC Beuel)                                                            |
| 2021/2022 | Deutsche Einzelmeisterschaft 2022     | Damendoppel  | 2      | Franziska Volkmann (BW Wittorf) / Leona Michalski (TV Refrath)                                                             |
| 2022/2023 | Deutsche Einzelmeisterschaft 2023     | Herreneinzel | 1      | Matthias Kicklitz (BW Wittorf)                                                                                             |
| 2022/2023 | Deutsche Einzelmeisterschaft 2023     | Damendoppel  | 1      | Franziska Volkmann (BW Wittorf) / Leona Michalski (TV Refrath)                                                             |
| 2022/2023 | Deutsche Einzelmeisterschaft 2023     | Herrendoppel | 2      | Bjarne Geiss (BW Wittorf) / Jan Colin Völker (TV Refrath)                                                                  |
| 2022/2023 | Deutsche Einzelmeisterschaft 2023     | Mixed        | 1      | Franziska Volkmann (BW Wittorf) / Patrick Scheiel (BW Wittorf)                                                             |

## Fußball

### Geschichte
1963 stieg die 1. Mannschaft in die Bezirksliga auf, der größte sportliche Erfolg im Fußball bis heute.
In der Saison 2019/2020 spielte die 1. Mannschaft in der Kreisklasse C Staffel Westküste M1 unter dem neuen Trainer Björn Kubon. Die Saison schloss die Mannschaft nach dem Abbruch der Saison wegen der Corona-Pandemie auf dem vierten Platz ab. Aufgrund der Neunerregel im SHFV stieg die Mannschaft im ersten Jahr nach der Neugründung direkt auf und tritt damit in der Saison 2020/2021 in der B-Klasse an.

## Handball

### Geschichte
Die Herrenmannschaft stieg von 1977 von der Kreisliga bis in die Regionalliga, der damals zweithöchsten deutschen Spielklasse, auf und verblieb dort bis 1983. 1980 und 1987 wurde das Team Landesmeister.